# Jean-Baptiste Cazet

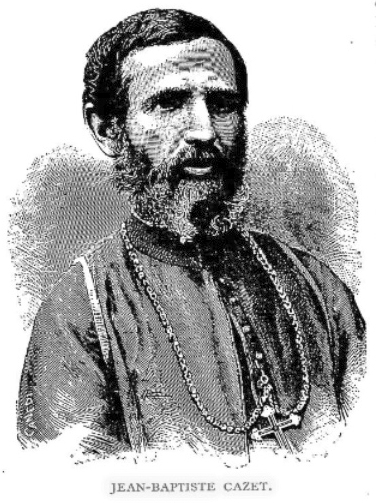
Jean-Baptiste Cazet

Jean-Baptiste Cazet SJ (* 31. Juli 1827 in Jurançon, Département Pyrénées-Atlantiques, Frankreich; † 6. März 1918 in Tananarive, Madagaskar) war ein französischer Bischof der römisch-katholischen Kirche.

## Leben
Cazet wurde am 23. Mai 1861 zum Priester geweiht. Pius IX. ernannte ihn am 6. August 1872 zum Apostolischen Präfekten von Madagaskar. Leo XIII. ernannte ihn am 5. Mai 1885 zum Titularbischof von Sozusa in Palaestina und Apostolischen Vikar von Madagaskar. Florian-Jules-Félix Desprez, Erzbischof von Toulouse, weihte ihn am 11. Oktober 1885 in Rosaire, Lourdes mit Assistenz von Victor-Jean-François-Paulin Delannoy, Bischof von Aire und Dax, und François-Marie Duboin, vormaliger Apostolischer Vikar von Senegambia, zum Bischof. 1898 wurde der Name des Vikariats in Apostolisches Vikariat von Zentral-Madagaskar geändert und er wurde somit Apostolischer Vikar von Zentral-Madagaskar. Am 30. August 1911 trat er von seinem Amt zurück.